# Tissintite
Il minerale tissintite è un inosilicato molto raro del gruppo del pirosseno con la composizione chimica idealizzata (Ca,Na, {\displaystyle {\ce {\Box }}})AlSi2O6.
La tissintite si forma dalla maskelynite durante la matamorfismo da impatto a seguito di impatti di meteoriti. La località tipo è il meteorite marziano Tissint, una shergottite che si trova a sud-est di Tata in Marocco.

## Etimologia e storia
La storia della scoperta della tissintite è probabilmente iniziata circa un milione di anni fa con l'impatto di un meteorite più piccolo su Marte. Per un breve momento (dell'ordine dei 10-20 ms) è stata raggiunta la temperatura di ~2500 °C e una pressione di almeno 30 GPa. La forza dell'impatto è stata sufficiente per espellere le rocce da Marte nello spazio.
Uno di questi pezzi ha attraversato l'orbita terrestre dopo circa 1.000.000 di anni e ha colpito Tissint, a sud-est di Tata, in Marocco, intorno alle 2 del mattino del 18 giugno 2011. Era il quinto meteorite marziano di cui è stato osservato l'impatto. Tuttavia, i nomadi hanno impiegato fino alla fine di dicembre per trovare il luogo dell'impatto e recuperare i frammenti del meteorite. Poco dopo, i frammenti sono stati scambiati a prezzi fino a 1000 dollari al grammo. Infine, all'inizio di gennaio 2012, un nomade ha contattato il professor Ibhi Abderrahmane dell'Università Ibnou Zohr di Agadir, che ha avviato una ricerca sistematica.
Nel 2013, durante l'indagine nanomineralogica di un frammento di questo meteorite, il gruppo di ricerca guidato da Ci Ma del California Institute of Technology di Pasadena ha scoperto i minerali ad alta pressione ahrensite e la tissintite-pirosseno, che hanno preso il nome dalla città di Tissint in Marocco, nelle cui vicinanze è caduto il meteorite Tissint, anch'esso dal nome del luogo.
La tissintite è il primo pirosseno contenente lacune a essere riconosciuto come minerale dall'Associazione Mineralogica Internazionale (IMA). Dodici anni prima, C. A. Goodrich del Max Planck Institute for Chemistry di Magonza e G.E. Harlow del Museo americano di storia naturale di New York descrissero un cromo-eskola-pirosseno la cui posizione {\displaystyle \mathrm {M2} } è occupata solo per metà dal magnesio. Esso possiede la composizione:
{\displaystyle \mathrm {(\Box _{0,5}Mg_{0,29-0,45}Fe_{0,06-0,19}Ca_{0,01})(Cr_{0,78-0,90}Al_{0,08-0,21}Ti_{0,01})(Si_{1,98}Al_{0,02})O_{6}} }
e si trova insieme alla knorringite contenente uvarovite nel meteorite LEW88774. Una descrizione completa e il riconoscimento come minerale sono ancora in sospeso.
La prima prova di pirosseni con posizioni cationiche di origine terrestre occupate in modo incompleto fu trovata dal geologo finlandese Pentti Eskola nelle eclogiti norvegesi nel 1921, quando descrisse aderenze di omfacite con plagioclasio. Lo interpretò come un prodotto di trasformazione di un pirosseno stabile ad alta pressione, dal quale si deposita un componente di plagioclasio disciolto in pirosseno a pressione decrescente. Simili simplectiti clinopirosseno-plagioclasio sono state descritte da D.E. Vogel nel 1966 in eclogiti della Spagna nord-occidentale. Per la composizione di questo pirosseno ad alta pressione, Vogel calcolò un eccesso di silicio rispetto agli altri cationi o un eccesso di calcio, che spiegò come un cristallo misto con l'ipotetico pirosseno {\displaystyle \mathrm {^{[M2]}(Ca_{0,5}\Box _{0,5})^{[M1]}Al\,^{[T]}Si_{2}O_{6}} }. Nella letteratura seguente a tale scoperta, questo componente cristallino misto è indicato come componente eskola di calcio, o Ca-eskola. I pirosseni contenenti fino al 18% del componente Ca-eskola o dei suoi prodotti di degradazione sono stati trovati in rocce ad altissima pressione in tutto il mondo.
A partire dagli anni '70 sono state condotte indagini sperimentali su pirosseni composti in modo non stechiometrico con posizioni cationiche incompletamente occupate. Bernard J. Wood e C.M.B. Henderson dell'Università di Manchester hanno sintetizzato i pirosseni con ~10 mol-% di componente Ca-Eskola a 25-32 kbar e hanno scoperto che la densità di questi pirosseni è relativamente alta nonostante le lacune; è stata osservato un aumento del contenuto di posti vacanti con una pressione crescente.
Nel 1998, il gruppo guidato da Masato Okui dell'Università Nihon di Tokyo ha dimostrato che i pirosseni ricchi di lacune non sono necessariamente minerali ad alta pressione. Hanno sintetizzato un cristallo misto diopside-kushiroite con una percentuale molto elevata del componente Ca-Eskola di circa 32 mol-% a 1 bar di pressione.
Nel 2007, Jürgen Konzett e collaboratori hanno studiato come il contenuto di Ca-eskola dei pirosseni dipenda dalle condizioni di formazione. Per le composizioni di rocce eclogitiche, hanno trovato un'elevata dipendenza del contenuto di Ca-Eskola dal contenuto di alluminio, sodio e dalla temperatura. I più alti contenuti di Ca-Eskola (18 mol-%) sono stati trovati a 6 GPa (60 kbar), 1350 °C e con la presenza di cianite. Non sono stati in grado di osservare una dipendenza dalla pressione del contenuto di Ca-Eskola nell'intervallo 2,5-15 GPa e giungono alla conclusione che l'incorporazione di lacune nel pirosseno non è un indicatore di pressione molto elevata. Spiegano la segregazione del quarzo nel clinopirosseno come risultato del raffreddamento dei pirosseni ricchi di Ca-eskola.
Una ricerca simile è stata condotta da Sutao Zhao e collaboratori presso l'Università della California - Riverside. Hanno anche trovato i più alti livelli di Ca-eskola (32-38 mol-%) a 6 GPa. A pressioni più elevate, osservano una diminuzione del contenuto di Ca-eskola dei loro pirosseni, che attribuiscono da un lato alla crescente dissoluzione del pirosseno nel granato, e dall'altro alla conversione della coesite in stishovite. Spiegano la segregazione del quarzo nel clinopirosseno come risultato dello scarico della pressione dei pirosseni ricchi di Ca-eskola. La diminuzione delle concentrazioni di Ca-eskola al di sopra di 6 GPa è stata successivamente osservata da un gruppo di lavoro presso l'Università Goethe di Francoforte di Francoforte sul Meno.
Le prime sintesi di tissintiti con una composizione simile a quella del materiale meteoritico sono state realizzate da Melinda J. Rucks e colleghi della Stony Brook University nello stato di New York. Hanno sintetizzato il clinopirosseno con circa 50 mol-% di componente Ca-eskola da plagioclasio ricco di anortite (labradorite) a 6-8 GPa e 1000-1350 °C.

## Classificazione
Nella classificazione strutturale dell'Associazione Mineralogica Internazionale (IMA), la tissintite non è stata assegnata a nessuno dei gruppi pirosseni. Come analogo del calcio della giadeite o analogo del silicio della kushiroite, potrebbe essere classificata nel sottogruppo dei pirosseni di calcio insieme ad augite, burnettite, davisite, diopside, esseneite, grossmanite, petedunnite, hedenbergite, johannsenite e kushiroite.
La 9ª edizione della sistematica mineraria di Strunz, in vigore dal 2001 e finora utilizzata dall'IMA, non elenca ancora la tissintite. Sarebbe stato collocato nella classe dei "silicati e germanati" e lì nel dipartimento dei "inosilicati". Questa suddivisione è ulteriormente suddivisa in base al tipo di formazione della catena, in modo che il minerale in base alla sua struttura possa essere classificato nella suddivisione "Inosilicati con catene singole di periodo 2, Si2O6; famiglia del pirosseno".
Anche l'obsoleta, ma ancora in uso 8ª edizione della sistematica minerale secondo Strunz non elenca la tissintite. Apparterrebbe qui alla classe minerale dei "silicati e germanati" e là alla divisione degli "inosilicati", dove si troverebbe insieme a egirina, augite, diopside, petedunnite, esseneite, hedenbergite, giadeite, jervisite, johannsenite, kanoite, clinoenstatite, clinoferrosilite, cosmocloro, namansilite, natalyite, omfacite, pigeonite e spodumene il "Gruppo dei pirosseni, sottogruppo dei clinopirosseni" con il sistema nº VIII/F.01.
La classificazione dei minerali Dana, utilizzata principalmente nel mondo anglosassone, collocherebbe la tissintite nella classe dei "silicati e germanati" e lì nel dipartimento dei "minerali inosilicati" Qui si troverebbe nella suddivisione "Inosilicati: catene semplici non ramificate, W=1 con catene P=2".

## Chimica
La tissintite è l'analogo del calcio della giadeite e ha la composizione del plagioclasio. Una composizione idealizzata corrispondente all'anortite pura sarebbe {\displaystyle \mathrm {^{[M2]}(Ca_{0,75}\Box _{0,25})\,^{[M1]}Al\,^{[T]}(Si_{1,5}Al_{0,5})O_{6}} }, dove {\displaystyle \mathrm {[M2],[M1]} } e {\displaystyle {\ce {[T]}}} sono le posizioni nella struttura del pirosseno. Un requisito per la composizione di un membro terminale è che solo in una posizione del reticolo ({\displaystyle \mathrm {M1,M2} } o {\displaystyle {\ce {T}}}) si verifichino al massimo due diversi ioni, atomi o molecole. Il membro finale {\displaystyle \mathrm {^{[M2]}(Ca_{0,5}\Box _{0,5})\,^{[M1]}Al\,^{[T]}Si_{2}O_{6}} }, noto come componente Ca-eskola, soddisfa questo requisito.
La composizione di tissintiti dalla località tipo è:
{\displaystyle \mathrm {^{[M2]}(Ca_{0,45}Na_{0,31}\Box _{0,24})\,^{[M1]}(Al_{0,97}Fe_{0,03}Mg_{0,01})\,^{[T]}(Si_{1,8}Al_{0,2})O_{6}} }
ed è un cristallo misto del membro terminale Ca-eskola con giadeite e kushiroite, corrispondente alle reazioni di scambio:
- {\displaystyle \mathrm {^{[M2]}\Box +\,^{[T]}Si^{4+}=\,^{[M2]}Na^{+}+\,^{[T]}Al^{3+}} } (giadeite)
- {\displaystyle \mathrm {^{[M2]}\Box +2\,^{[T]}Si^{4+}=\,^{[M2]}Ca^{2+}+2\,^{[T]}Al^{3+}} } (kushiroite)

In presenza di silice (SiO2) libera, la frazione di kushiroite e Ca-eskola nel clinopirosseno viene accoppiata tramite la reazione di degradazione del componente Ca-eskola:
- {\displaystyle \mathrm {2(Ca_{0,5}\Box _{0,5})AlSi_{2}O_{6}=CaAl_{2}SiO_{6}+3SiO_{2}} }.

Un secondo tipo di tissintite del meteorite Zagami è più ricco di magnesio e ferro e ha la stessa composizione
- {\displaystyle \mathrm {^{[M2]}(Ca_{0,42}Mg_{0,24}Na_{0,20}K_{0,01}\Box _{0,13})\,^{[M1]}(Al_{0,52}Fe_{0,38}Mg_{0,08}Ti_{0,01}Mn_{0,01})\,^{[T]}(Si_{1,93}Al_{0,07})O_{6}} }

Ciò corrisponde a un cristallo misto di tissintiti con augite e pigeonite, che si trovano nelle immediate vicinanze di questa tissintite.

## Abito cristallino
La tissintite cristallizza con simmetria monoclina nel gruppo spaziale C2/c (gruppo nº 15) con 4 unità di formula per cella unitaria. I parametri reticolari della tissintite naturale sono a = 9.21(17) Å, b = 9.09(4) Å, c = 5.20(2) Å e β = 109.6(9)°. A ~410 Å3, il volume della cella unitaria è insolitamente piccolo per i clinopirosseni ed è ancora al di sotto dei cristalli misti diopside-giadeite di composizione comparabile.
La struttura è quella del clinopirosseno. Il silicio (Si4+) e l'alluminio (Al3+) occupano la posizione {\displaystyle {\ce {T}}} tetraedrica circondata da 4 ioni ossigeno, la posizione ottaedrica {\displaystyle \mathrm {M1} } circondata da 6 ossigeni è occupata dall'alluminio (Al3+) e la posizione ottaedrica coordinata {\displaystyle \mathrm {M2} } è solo parzialmente occupata da calcio (Ca2+) e sodio (Na+). Fino a circa 1/3 delle posizioni del calcio {\displaystyle \mathrm {M2} } può essere non occupata.

## Origine e giacitura
La tissintite è stata trovata solo in alcuni meteoriti marziani (shergottiti) e in un eucrite. Si forma durante la metamorfosi da impatto a seguito dell'impatto di meteoriti e cristallizza in sacche di fusione di maskelynite, un plagioclasio ricco di anortite che è stato trasformato in vetro e parzialmente fuso durante il metamorfismo da impatto. Esperimenti sulla conversione della labradorite, un plagioclasio ricco di anortite, hanno rivelato che la maskelynite si forma dal plagioclasio all'inizio della metamorfosi da impatto fino a ~29 GPa. La tissintite si forma quindi dalla maskelynite a pressione decrescente a 6-8 GPa e 1350-1000 °C.

### Meteorite
La località tipo è il meteorite Tissint, una shergottite caduta a sud-est di Tata, in Marocco, intorno alle 2 del mattino del 18 giugno 2011. La tissintite si trova qui in sacche di fusione con composizione di plagioclasio, che sono circondate da pigeonite e fayalite. Altri minerali ad alta pressione che non si trovano a diretto contatto con la tissintite includono ringwoodite, ahrensite, e chenmingite.
Nel meteorite NWA 8159, un basalto ricco di augite proveniente da Marte, la tissintite si trova insieme alla maskelynite. Altri minerali ad alta pressione qui sono l'ahrensite, la stishovite e la majorite.
Nel meteorite 8003 dell'Africa nord-occidentale (NWA), un eucrite basaltico che si pensa abbia origine nell'asteroide (4) Vesta, la tissintite è stata osservata nella maskelynite nelle immediate vicinanze della fusione. Altri minerali ad alta pressione includono coesite, stishovite e granato ricco di silicio.
Nel meteorite Zagami, anch'esso una shergottite basaltica, si trova un cristallo misto tissinite-pigeonite insieme a un alluminosilicato di calcio esagonale, che ha anche la composizione del plagioclasio.

### Rocce terrestri ad altissima pressione
La tissintite non è ancora stata rilevata nelle rocce sulla Terra. I pirosseni provenienti dalle rocce del mantello terrestre, principalmente eclogiti contenenti cianite, possono contenere una percentuale significativa di tissintite e sono un'importante indicazione della loro origine nel mantello terrestre. Nelle eclogiti, il contenuto di Ca-eskola dei pirosseni raggiunge un massimo di circa 15-20 mol-% nel mantello superiore fino a circa 130-180 km di profondità (4-6 GPa).
Queste rocce raramente raggiungono la superficie terrestre nel corso dei processi di formazione delle montagne o come inclusione di xenoliti nelle kimberliti. I pirosseni trovati finora contengono per lo più il 10-15% di Ca-eskola. Si osservano spesso aderenze del clinopirosseno con quarzo o plagioclasio, che vengono interpretate come prodotti di degradazione dei pirosseni ricchi di Ca-eskola.
Nel 1968, il gruppo di ricerca guidato da N. V. Sobolev riferì di clinopirosseni ricchi di alluminio con un deficit cationico di inclusioni di rocce estranee granato-pirosseno-cianite nelle kimberliti siberiane e Joseph R. Smyth del Los Alamos National Laboratory descrisse nel 1977 clinopirosseni bianco latte, molto ricchi di alluminio dalla coesite-eclogiti rispetto alla kimberlite di Roberts-Victor. Ha attribuito la torbidità alla segregazione del quarzo e del pirosseno Ca-tschermak (kushiroite), che vengono separati dalla componente pirosseno vacante {\displaystyle \mathrm {(Ca_{0,5}\Box _{0,5}AlSi_{2}O_{6})} } durante l'estrazione.
Le omfaciti provenienti da eclogiti di cianite del mantello superiore della Terra, che sono state trasportate sulla superficie terrestre nelle kimberliti sudafricane di Roberts-Victor e Bellsbank, sono state studiate anche da Tamsin C. McCormick nel 1986, che ha trovato un contenuto di Ca-eskola di circa 13 mol-%.
La segregazione orientata del quarzo nel clinopirosseno è stata osservata anche nelle rocce ad altissima pressione del massiccio di Kokchetav in Kazakistan, che non si sono cristallizzate nell'intervallo di stabilità del diamante a pressioni superiori a 6 GPa e temperature superiori a 1000 °C. Le inclusioni di pirosseno nello zirconio contengono fino al 18 mol% di componente Ca-eskola. Katayama e i suoi colleghi dell'Istituto di tecnologia di Tokyo interpretano la segregazione del quarzo, come Smyth vent'anni prima, come una reazione di degradazione da Ca-eskola a kushiroite e quarzo.
Nel 2002, i geoscienziati dell'Università degli Studi di Torino hanno trovato pseudomorfosi di giadeite dopo plagioclasio con una componente di Ca-eskola del 10-17% mol nel massiccio della Dora Maira nelle Alpi occidentali. Nello stesso anno, Lifei Zhang e collaboratori dell'Università di Pechino descrissero la segregazione del quarzo nei clinopirosseni degli eclogiti del Tien Shan occidentale, in Cina. Anche in questo caso, la componente di Ca-eskola è dell'11-17% mol%.